# حلقة فلايشر

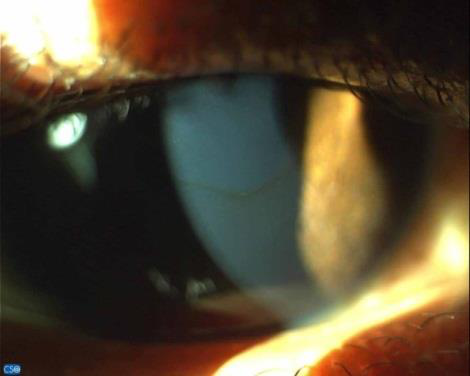
حلقة فلايشر في قرنية مريض مصاب بالقرنية المخروطية.

حلقة فلايشر (بالإنجليزية: Fleischer Ring) هي حلقات تصبغية تتواجد في طرف القرنية. تنتج هذي الحلقة عادةً عن ترسب الحديد في الخلايا الظهارية القاعدية على هيئة هيموسيديرين، وعادة ما تكون لونها صفراء إلى بنية داكنة، وقد تكون كاملة أو مكسورة. يمكن رؤية الحلقات بشكل أفضل باستخدام مجهر القرنية تحت مرشح الكوبالت الأزرق.
سميت هذه الحلقة تيمناً باسم طبيب العيون الألماني برونو فليشر.
عادةً مايكون وجود هذه الحلقات مؤشراً على وجود مرض القرنية المخروطية، وهي حالة تنكسية في القرنية تتسبب في ترقق القرنية وتغير شكلها إلى شكل مخروطي.

## الالتباس مع حلقات كايزر- فلايشر
هناك بعض الالتباس بين حلقات فلايشر وحلقات كايزر- فلايشر. تنتج حلقات كايزر-فلايشر عن ترسب النحاس في غشاء دسميه في القرنية، والتي تكون مؤشراً على مرض ويلسون، في حين تنتج حلقات فلايشر عن ترسب الحديد في الخلايا الظهارية القاعدية، ومن الأمثلة على الحالات الطبية التي يمكن أن تظهر مع حلقات فلايشر هي القرنية المخروطية.